# Twistys
Twistys — крупная канадская порностудия и одноимённый сайт Twistys.com, содержащий порнографию различных жанров.

## Описание
Сайт Twistys.com был открыт в 2001 году. Был приобретён компанией MindGeek в 2011 году. До приобретения MindGeek, Twistys вместе с сестринскими сайтами: GayTube, SexTube и TrannyTube, принадлежал Carsed Marketing. Отличительная черта сайта — мягкий подход к порнографии. Несмотря на элементы хардкорного контента, большая часть контента Twistys содержит софт-порнографию. Большая часть контента доступна по ежемесячной подписке. Популярность усиливается тем, что сайт обновляется ежедневно, постоянно пополняя базу новыми материалами.
Twistys.com, наряду с большим количеством других известных порносайтов, поддерживается и управляется MindGeek. Сайт занимает четвертое место по популярности в сети порносайтов MindGeek. Когда Twistys был приобретён, Mindgeek был известен как Manwin.
Смена названия произошла вскоре после отставки управляющего партнёра Фабиана Тилмана. Тилман приобрёл компанию после покупки активов у первоначальных основателей Mansef. В 2013 году он продал свою долю Ферасу Антоону и Дэвиду Тассилло, высшему руководству компании. Затем компания объединилась с Redtube, большим порновидеосайтом, создав тем самым MindGeek.
В октябре 2009 года сайт выиграл премию NightMoves Award в категории «Лучший интернет-сайт» (выбор редакции). В январе 2013 года сайт стал лауреатом премии XBIZ Award в категории «Фотосайт года».

## Статистика
По состоянию на февраль 2019 года сайт Twistys имеет глобальный рейтинг 39 602.

## Дочерние сайты
В настоящее время в Twistys работают десять веб-сайтов, которые имеют различные тематические аспекты с точки зрения сюжетных линий и сексуальных предпочтений. Они также варьируются от хардкорных до софткорных, чтобы удовлетворить различные вкусы. Вот некоторые примеры:
- Whengirlsplay.com
- Momknowsbest.com
- Twistyshard.com
- Nicolegraves.com

## Twistys Treats
Начиная с августа 2005 года, сайт ежемесячно выбирает моделей месяца (Treat of the Month). С 2009 года посредством голосования выбирают моделей года (Treat of the Year).

## Награды и номинации
| Год  | Награда          | Результат | Категория                                                       |
| ---- | ---------------- | --------- | --------------------------------------------------------------- |
| 2009 | NightMoves Award | Победа    | Лучший интернет-сайт (выбор редакции)                           |
| 2011 | AVN Award        | Номинация | Лучшая новая компания — производитель видео                     |
| 2011 | AVN Award        | Номинация | Лучший фотосайт                                                 |
| 2011 | Galaxy Award     | Победа    | Лучший эротический веб-сайт                                     |
| 2011 | XBIZ Award       | Номинация | Сайт года с мастурбацией девушек                                |
| 2012 | AVN Award        | Номинация | Лучший веб-сайт с членской подпиской                            |
| 2012 | XBIZ Award       | Номинация | Порносайт года — членская подписка (мастурбация/только девушки) |
| 2012 | YNOT Award       | Номинация | Лучший глобальный порносайт                                     |
| 2013 | AVN Award        | Номинация | Лучший веб-сайт с членской подпиской                            |
| 2013 | AVN Award        | Номинация | Лучший фотосайт                                                 |
| 2013 | RISE Award       | Номинация | Сайт года                                                       |
| 2013 | XBIZ Award       | Номинация | Порносайт года                                                  |
| 2013 | XBIZ Award       | Победа    | Фотосайт года                                                   |
| 2013 | YNOT Award       | Номинация | Лучший глобальный порносайт                                     |
| 2014 | AVN Award        | Номинация | Лучший гламурный веб-сайт                                       |
| 2014 | XBIZ Award       | Номинация | Фотосайт года                                                   |
| 2015 | AVN Award        | Номинация | Лучший гламурный веб-сайт                                       |
| 2015 | RISE Award       | Победа    | Сайт года                                                       |
| 2016 | RISE Award       | Победа    | Сайт года                                                       |
| 2018 | NightMoves Award | Номинация | Вебкам-компания года                                            |